# Ingrid Tørlen
Ingrid Tørlen (Ålesund, 21 juli 1979) is een voormalige beachvolleyballer uit Noorwegen. Ze speelde van 2001 tot en met 2011 meer dan 110 toernooien in de FIVB World Tour. Met Nila Håkedal won ze drie medailles bij de Europese kampioenschappen en nam ze tweemaal deel aan de Olympische Spelen.

## Carrière

### 1997 tot en met 2004
Tørlen deed in 1997 met Nila Håkedal mee aan de EK onder 20 in Zagreb en behaalde daar een vierde plaats. In 2001 debuteerde ze met Cecilie Josefsen in de FIVB World Tour. Ze namen deel aan de kwalificaties in Macau en Marseille. Het duo nam bovendien deel aan de EK onder 23 in Esposende. Van 2002 tot en met 2009 vormde Tørlen een team met Håkedal. In hun eerste seizoen namen ze deel aan de kwalificaties van zeven toernooien in de World Tour. In Rhodos drongen ze door tot het hoofdtoernooi en eindigden ze als zeventiende. In Stavanger speelden ze direct op het hoofdtoernooi, maar kwamen ze niet verder dan de groepsfase. Bij de Europese kampioenschappen in Bazel verloor het duo in de tweede ronde van de Bulgaarse zussen Lina en Petja Jantsjoelova. In de tweede herkansingswedstrijd werden ze uitgeschakeld door Stephanie Pohl en Okka Rau uit Duitsland, waardoor ze op een gedeelde dertiende plaats eindigden.
In 2003 kwamen Tørlen en Håkedal bij elf mondiale toernooien in actie. In Klagenfurt, Osaka en Milaan bereikten ze de achtste finale. In Rio de Janeiro deden ze voor het eerst mee aan de wereldkampioenschappen. Ze gingen als tweede in de groep door naar de zestiende finales, waar ze werden uitgeschakeld door de Amerikanen Holly McPeak en Elaine Youngs. Bij de EK in Alanya strandde het duo in de achtste finale tegen de Duitsers Andrea Ahmann en Jana Vollmer. Het jaar daarop namen ze deel aan twaalf toernooien in de World Tour. In Stavanger behaalden ze een vijfde plaats en in Osaka, Milaan en Rio de Janeiro eindigden ze als negende. Tørlen en Håkedal plaatsten zich voor de Olympische Spelen in Athene. Na een overwinning en twee nederlagen kwamen ze daar niet verder dan de groepsfase. Bij de EK in Timmendorfer Strand bleven ze na een overwinning en twee nederlagen ook in de groepsfase steken.

### 2005 tot en met 2008
In 2005 deed het duo aan veertien toernooien in de mondiale competitie mee. In Kaapstad bereikten ze de kwartfinale die verloren werd van de Braziliaanse zussen Maria Clara en Carol Salgado. In Klagenfurt, Athene en Acapulco behaalden ze zevende plaatsen. Bij de WK in Berlijn verloren Tørlen en Håkedal in de derde ronde van het Braziliaanse tweetal Juliana Felisberta en Larissa França en werden ze in de herkansing vervolgens uitgeschakeld door Adriana Behar en Shelda Bede. Bij de EK in Moskou eindigden ze als negende, nadat ze in de tweede ronde van Simone Kuhn en Lea Schwer uit Zwitserland verloren en in de vierde herkansingsronde werden uitgeschakeld door de Duitsers Geeske Banck en Mireya Kaup. Het daaropvolgende seizoen namen ze deel aan veertien mondiale toernooien. In Acapulco haalden Tørlen en Håkedal met een derde plaats voor het eerst het podium. Ze wonnen de wedstrijd om het brons van Juliana en Larissa. Bij de overige toernooien kwamen ze tot een vierde (Phuket), twee vijfde (Warschau en Vitória) en twee zevende plaatsen (Sint-Petersburg en Porto Santo). In Den Haag wonnen ze een bronzen medaille bij de EK door het Duitse tweetal Sara Goller en Laura Ludwig in de troostfinale te verslaan.
In 2007 kwam het duo bij elf toernooien in de World Tour in actie. In Shanghai wonnen ze het zilver achter het Chinese tweetal Tian Jia en Wang Jie. In Singapore en Kristiansand behaalden ze een vijfde plaats en in Sint-Petersburg eindigden ze als zevende. Bij de WK in Gstaad verloren ze in de zestiende finale van Dalixia Fernández en Tamara Larrea uit Cuba. Bij de EK in Valencia wonnen Håkedal en Tørlen opnieuw de bronzen medaille, ditmaal ten koste van de Russen Aleksandra Sjirjajeva en Natalja Oerjadova. Het jaar daarop speelden ze in aanloop naar de Spelen op negen mondiale toernooien met een vijfde plaats in Stavanger als beste resultaat. Bij de EK in Hamburg wonnen Tørlen en Håkedal de zilveren medaille achter Goller en Ludwig. Het duo deed mee aan de Olympische Spelen in Peking. Ze bereikten via de tussenronde de achtste finale, waar ze werden uitgeschakeld door Tian Jia en Wang Jie. Na afloop van de Spelen behaalden ze nog twee podiumplaatsen in de World Tour. In Kristiansand werden Tørlen en Håkedal tweede achter de Brazilianen Maria Antonelli en Vanilda Leão en in Mysłowice eindigden ze als derde.

### 2009 tot en met 2011
In 2009 nam het duo deel aan tien mondiale toernooien met een vierde (Kristiansand) en vijfde plaats (Seoul) als beste resultaat. Bij de WK in eigen land strandden ze in de zestiende finale tegen Maria Clara en Carol Salgado. Bij de EK in Sotsji eindigden ze als negende. Na afloop van het seizoen beëindigde Håkedal haar internationale sportcarrière. Het jaar daarop speelde Tørlen achtereenvolgens met Janne Kongshavn en Vilde Solvoll. Bij tien toernooien in de World Tour kwam ze niet verder dan zes vijfentwintigste plaatsen. In 2011 vormde Tørlen een team met Kathrine Maaseide. Ze deden mee aan elf mondiale toernooien, waarbij ze zeven vijfentwintigste plaatsen behaalden. Bij de WK in Rome strandde het duo na een overwinning en twee nederlagen in de groepsfase. Bij de EK in eigen land verloren ze in de achtste finale van de Nederlanders Sanne Keizer en Marleen van Iersel. In Den Haag speelde Tørlen haar laatste internationale wedstrijd.

## Palmares
Kampioenschappen
- 2006:  EK
- 2007:  EK
- 2008:  EK
- 2008: 9e OS

FIVB World Tour
- 2006:  Acapulco Open
- 2007:  Shanghai Open
- 2008:  Kristiansand Open
- 2008:  Mysłowice Open